# Sudare Rock
Der Sudare Rock (japanisch すだれ岩 Sudare-iwa, deutsch ‚Sudare-Felsen‘; norwegisch Persienneknatten ‚Jalousienfelsen‘) ist ein Felsvorsprung an der Prinz-Harald-Küste im ostantarktischen Königin-Maud-Land. Er ragt 1,5 km westlich der Hügelreihe Skallevikhalsen am südöstlichen Ufer der Lützow-Holm-Bucht auf.
Norwegische Kartographen kartierten sie anhand von Luftaufnahmen der Lars-Christensen-Expedition 1936/37. Teilnehmer einer japanischen Antarktisexpedition (1957–1962) nahmen die Vermessung und die Benennung vor. Das Advisory Committee on Antarctic Names übertrug letztere 1968 in einer Teilübersetzung ins Englische.